# Olenivka, Iuriivka
Olenivka (în ucraineană Оленівка) este un sat în comuna Oleksandrivka din raionul Iuriivka, regiunea Dnipropetrovsk, Ucraina.

## Demografie
Componența lingvistică a localității Olenivka
     Ucraineană (98,01%)
     Rusă (1,99%)
Conform recensământului din 2001, majoritatea populației localității Olenivka era vorbitoare de ucraineană (98,01%), existând în minoritate și vorbitori de rusă (1,99%).